# Isuzu Aska
O  Aska  é um automóvel sedan de porte médio da Isuzu.